# CenterPoint Energy Plaza
CenterPoint Energy Plaza (antiguamente Houston Industries Plaza) es un rascacielos de 226 m (741 ft) de altura situado en downtown Houston. El edificio original, completado en 1974, se elevaba 198,5 m (651 ft), pero una extensión de 27,5 m (90 ft) se añadió como parte de una renovación de 1996. Diseñada por Richard Keating, esta renovación cambió espectacularmente el edificio, el skyline de Houston y el downtown. Keating también diseñó la cercana Wells Fargo Plaza.[cita requerida] Contiene la sede de CenterPoint Energy.
Cuando Reliant Energyse trasladó del edificio al nuevo Reliant Energy Plaza en 2003, la compañía dejó más de 400 000 pies cuadrados (40 000 m²) de espacio vacante.

## Galería

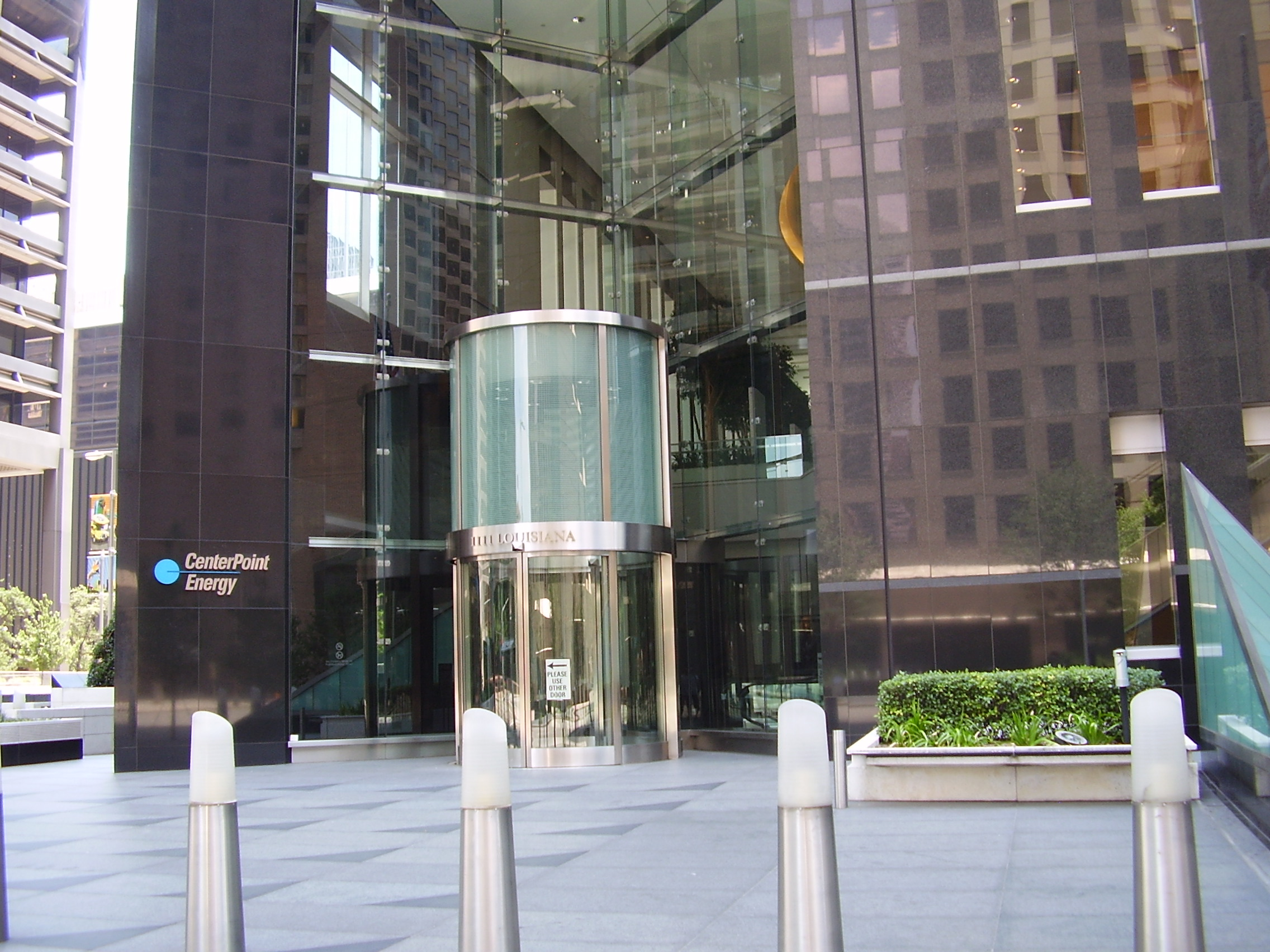
Entrada de CenterPoint Energy Plaza
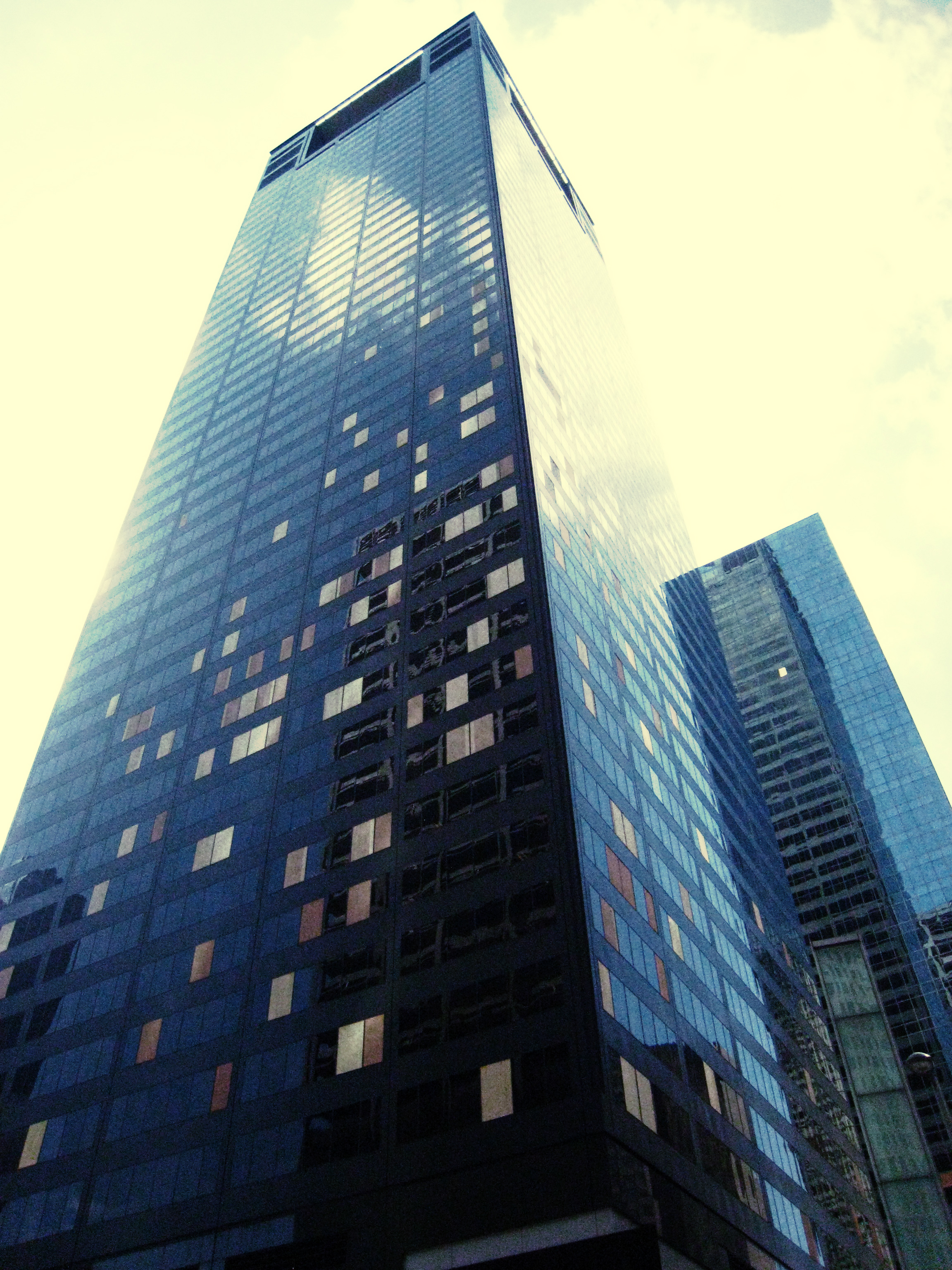
Daño de las ventanas producido por el Huracán Ike